# کارگو ۲۰۰
کارگو ۲۰۰ (به روسی: Груз 200) نام یک فیلم سینمایی محصول سال ۲۰۰۷ کشور روسیه به کارگردانی آلکسی بالابانوف است. این فیلم که بر پایه یک ماجرای واقعی در دهه ۸۰ میلادی ساخته شده‌است به داستانی دربارهٔ جنگ شوروی در افغانستان همراه با فساد پلیس حکومت وقت شوروی می‌پردازد.
نام این فیلم برگرفته از اسم رمز نظامی در مورد زخمیان ارتش شوروی در طی جنگ افغانستان و حضور نظامیان روسی در خاک این کشور است.

## داستان
این فیلم در چارچوب داستانی واقعی، به ماجرای یک افسر ارتش شوروی به نام آلکسی و برادرش آرتم که یک پروفسور است می‌پردازد. آرتم که به سن پترزبورگ سفر کرده، برای دیدن مادرش به لتینسک می‌رود، اما به خاطر خرابی ماشین‌اش در طول راه از سفر بازمی‌ماند. او برای گرفتن کمک به خانه‌ای در آن نزدیکی می‌رود، اما متوجه می‌شود که در آن خانه توسط اعضای عادی حزب کمونیست محاصره شده‌است.